# Comuna Verba, Korop
Verba (în ucraineană Верба) este o comună în raionul Korop, regiunea Cernihiv, Ucraina, formată din satele Osmakî și Verba (reședința).

## Demografie
Componența lingvistică a comunei Verba
     Ucraineană (99,74%)
     Alte limbi (0,26%)
Conform recensământului din 2001, majoritatea populației comunei Verba era vorbitoare de ucraineană (99,74%), existând în minoritate și vorbitori de alte limbi.